# Liste der Einträge im National Register of Historic Places in Northeast Portland
Liste der Einträge im National Register of Historic Places in Northeast Portland (Oregon) in das National Register of Historic Places eingetragenen Gebäude, Bauwerke, Objekte, Stätten oder historischen Distrikte.

## Auflistung
| [ 1 ] | Name                                                           | Bild                                                           | Eintragsdatum                 | Lage | Beschreibung                                                      |
| ----- | -------------------------------------------------------------- | -------------------------------------------------------------- | ----------------------------- | --- | ----------------------------------------------------------------- |
| 1     | Simon Abraham Duplex                                           | Simon Abraham Duplex                                           | 5. Aug. 1999 ID-Nr. 99000945  | 522–530 NE San Rafael Street 45° 32′ 12,8″ N, 122° 39′ 36,1″ W                                                    | Erbaut 1890, Queen-Anne-Stil                                      |
| 2     | Frederick Armbruster Cottage                                   | Frederick Armbruster Cottage                                   | 16. Feb. 2001 ID-Nr. 01000130 | 502 NE Tillamook Street 45° 32′ 15,6″ N, 122° 39′ 37,6″ W                                                         |                                                                   |
| 3     | Alfred J. and Georgia A. Armstrong House                       | Alfred J. and Georgia A. Armstrong House                       | 14. Sep. 2002 ID-Nr. 02001017 | 509 NE Prescott Street 45° 33′ 20,5″ N, 122° 39′ 36,9″ W                                                          |                                                                   |
| 4     | Thomas J. Autzen House                                         | Thomas J. Autzen House                                         | 9. März 1992 ID-Nr. 92000088  | 2425 NE Alameda Street 45° 33′ 5,5″ N, 122° 38′ 25,5″ W                                                           |                                                                   |
| 5     | Frank C. Barnes House                                          | Frank C. Barnes House                                          | 1. Sep. 1983 ID-Nr. 83002166  | 3533 NE Klickitat Street 45° 32′ 49,4″ N, 122° 37′ 39,2″ W                                                        |                                                                   |
| 6     | Barnhart–Wright House                                          | Barnhart–Wright House                                          | 13. Juni 1997 ID-Nr. 97000582 | 1828 NE Knott Street 45° 32′ 30,5″ N, 122° 38′ 48,1″ W                                                            |                                                                   |
| 7     | Bay E, West Ankeny Car Barns                                   | weitere Bilder                                                 | 10. Okt. 1978 ID-Nr. 78002307 | 2706 NE Couch Street 45° 31′ 23,5″ N, 122° 38′ 16,7″ W                                                            |                                                                   |
| 8     | Boschke–Boyd House                                             | Boschke–Boyd House                                             | 25. Feb. 2005 ID-Nr. 05000094 | 2211 NE Thompson Street 45° 32′ 21,2″ N, 122° 38′ 34,4″ W                                                         |                                                                   |
| 9     | George W. and Hetty A. Bowers House                            | George W. and Hetty A. Bowers House                            | 23. Sep. 2011 ID-Nr. 11000702 | 114 NE 22nd Avenue 45° 31′ 26″ N, 122° 38′ 36″ W                                                                  | [ 3 ]                                                             |
| 10    | F. E. Bowman Apartments                                        | weitere Bilder                                                 | 16. Juni 1989 ID-Nr. 89000511 | 1624–1636 NE Tillamook Street 45° 32′ 13,9″ N, 122° 38′ 55,3″ W                                                   |                                                                   |
| 11    | John and Ellen Bowman House                                    | John and Ellen Bowman House                                    | 9. Jan. 2008 ID-Nr. 07001377  | 1719 NE Knott Street 45° 32′ 32,6″ N, 122° 38′ 52,5″ W                                                            |                                                                   |
| 12    | Jennie Bramhall House                                          | Jennie Bramhall House                                          | 27. Mai 1999 ID-Nr. 99000643  | 5125 NE Garfield Avenue 45° 33′ 37″ N, 122° 39′ 46,7″ W                                                           |                                                                   |
| 13    | Brick House Beautiful                                          | Brick House Beautiful                                          | 27. Jan. 2012 ID-Nr. 11001063 | 4005 NE Davis Street 45° 31′ 30,7″ N, 122° 37′ 18,4″ W                                                            |                                                                   |
| 14    | Burnside Bridge                                                | Burnside Bridge                                                | 14. Nov. 2012 ID-Nr. 12000931 | Willamette River at RM 12.7 45° 31′ 22,9″ N, 122° 40′ 3,5″ W                                                      | Teil der Willamette River Highway Bridges of Portland, Oregon MPS |
| 15    | George Earle Chamberlain House                                 | George Earle Chamberlain House                                 | 19. Juni 1991 ID-Nr. 91000815 | 1927 NE Tillamook Street 45° 32′ 15,9″ N, 122° 38′ 45,7″ W                                                        |                                                                   |
| 16    | Clovelly Garden Apartments                                     | Clovelly Garden Apartments                                     | 19. Mai 1983 ID-Nr. 83002169  | 6307–6319 NE Martin Luther King Jr. Boulevard 45° 34′ 4,5″ N, 122° 39′ 42″ W                                      |                                                                   |
| 17    | Coleman–Scott House                                            | Coleman–Scott House                                            | 8. Nov. 1985 ID-Nr. 85003504  | 2110 NE 16th Avenue 45° 32′ 15,6″ N, 122° 38′ 56,7″ W                                                             |                                                                   |
| 18    | James C. and Mary A. Costello House                            | weitere Bilder                                                 | 28. Sep. 2001 ID-Nr. 01001068 | 2043 NE Tillamook Street 45° 32′ 15,5″ N, 122° 38′ 40,8″ W                                                        |                                                                   |
| 19    | Virgil and Beulah Crum House                                   | Virgil and Beulah Crum House                                   | 5. Aug. 1999 ID-Nr. 99000944  | 4438 NE Alameda Street 45° 32′ 34,9″ N, 122° 37′ 4,9″ W                                                           |                                                                   |
| 20    | Del Rey Apartments                                             | Del Rey Apartments                                             | 20. Feb. 1991 ID-Nr. 91000040 | 2555 NE Glisan Street 45° 31′ 37,2″ N, 122° 38′ 22,4″ W                                                           |                                                                   |
| 21    | Henry B. Dickson House                                         | Henry B. Dickson House                                         | 1. Aug. 1997 ID-Nr. 97000849  | 2123 NE 21st Avenue 45° 32′ 16,2″ N, 122° 38′ 40,6″ W                                                             |                                                                   |
| 22    | Frank Silas Doernbecher House                                  | Frank Silas Doernbecher House                                  | 14. März 1978 ID-Nr. 78002311 | 2323 NE Tillamook Street 45° 32′ 15,7″ N, 122° 38′ 30″ W                                                          |                                                                   |
| 23    | Emerson Apartments                                             | Emerson Apartments                                             | 27. Jan. 2000 ID-Nr. 99001714 | 5310 N Williams Avenue 45° 33′ 42,7″ N, 122° 39′ 59,6″ W                                                          |                                                                   |
| 24    | Raymond and Catherine Fisher House                             | Raymond and Catherine Fisher House                             | 2. März 2006 ID-Nr. 06000096  | 1625 NE Marine Drive 45° 36′ 1,8″ N, 122° 38′ 54,1″ W                                                             |                                                                   |
| 25    | Gustav Freiwald House                                          | weitere Bilder                                                 | 27. Mai 1993 ID-Nr. 93000454  | 1810 NE 15th Avenue 45° 32′ 9,4″ N, 122° 39′ 0,4″ W                                                               |                                                                   |
| 26    | Lewis T. Gilliland House                                       | Lewis T. Gilliland House                                       | 23. Feb. 1989 ID-Nr. 89000063 | 2229 NE Brazee Street 45° 32′ 26,7″ N, 122° 38′ 33,1″ W                                                           |                                                                   |
| 27    | Groat–Gates House                                              | Groat–Gates House                                              | 23. Feb. 1989 ID-Nr. 89000062 | 35 NE 22nd Avenue 45° 31′ 24,4″ N, 122° 38′ 37,6″ W                                                               |                                                                   |
| 28    | Hancock Street Fourplex                                        | Hancock Street Fourplex                                        | 11. Feb. 1993 ID-Nr. 93000023 | 1414 NE Hancock Street 45° 32′ 10,5″ N, 122° 39′ 3,7″ W                                                           |                                                                   |
| 29    | William A. Haseltine House                                     | William A. Haseltine House                                     | 17. Okt. 1991 ID-Nr. 91001551 | 3231 NE U.S. Grant Place 45° 32′ 16,9″ N, 122° 37′ 55,9″ W                                                        |                                                                   |
| 30    | Hibernian Hall                                                 | Hibernian Hall                                                 | 4. Aug. 2005 ID-Nr. 05000826  | 45° 32′ 26,5″ N, 122° 39′ 48,4″ W                                                                                 |                                                                   |
| 31    | Hollywood Theatre                                              | weitere Bilder                                                 | 1. Sep. 1983 ID-Nr. 83002172  | 4122 NE Sandy Boulevard 45° 32′ 7,9″ N, 122° 37′ 14,3″ W                                                          |                                                                   |
| 32    | Irvington Bowman Apartments                                    | Irvington Bowman Apartments                                    | 14. Sep. 2002 ID-Nr. 02000968 | 1825–1835 NE 16th Avenue 45° 32′ 10,5″ N, 122° 38′ 58,6″ W                                                        |                                                                   |
| 33    | Irvington Historic District                                    | weitere Bilder                                                 | 22. Okt. 2010 ID-Nr. 10000850 | grob begrenzt durch NE Fremont Street, NE Broadway sowie NE 7th und 27th Avenues 45° 32′ 31″ N, 122° 38′ 54″ W    | [ 4 ]                                                             |
| 34    | Irvington Tennis Club                                          | weitere Bilder                                                 | 17. Okt. 1990 ID-Nr. 90001513 | 2131 NE Thompson Street 45° 32′ 21″ N, 122° 38′ 37″ W                                                             |                                                                   |
| 35    | Jantzen Knitting Mills Company Building                        | Jantzen Knitting Mills Company Building                        | 24. Juni 1991 ID-Nr. 91000812 | 1935 NE Glisan Street 45° 31′ 37,6″ N, 122° 38′ 45,7″ W                                                           |                                                                   |
| 36    | Oliver and Margaret Jeffrey House                              | Oliver and Margaret Jeffrey House                              | 21. Sep. 2005 ID-Nr. 05001059 | 3033 NE Bryce Street 45° 33′ 5,6″ N, 122° 38′ 3,7″ W                                                              |                                                                   |
| 37    | Jensen Investment Company Building                             | Jensen Investment Company Building                             | 5. Aug. 1999 ID-Nr. 99000941  | 2500–2522 NE Martin Luther King Jr. Boulevard 45° 32′ 26,3″ N, 122° 39′ 40,6″ W                                   |                                                                   |
| 38    | Charles E. Johnson Building                                    | Charles E. Johnson Building                                    | 5. Aug. 1999 ID-Nr. 99000949  | 442 NE Russell Street 45° 32′ 28″ N, 122° 39′ 38,2″ W                                                             |                                                                   |
| 39    | H. C. Keck House – Mount Olivet Parsonage                      | H. C. Keck House – Mount Olivet Parsonage                      | 10. Okt. 2002 ID-Nr. 02001124 | 53 NE Thompson Street 45° 32′ 21″ N, 122° 39′ 54,6″ W                                                             |                                                                   |
| 40    | Edward H. and Bertha R. Keller House                           | Edward H. and Bertha R. Keller House                           | 20. Nov. 2009 ID-Nr. 09000943 | 3028 NE Alameda Street 45° 32′ 58,6″ N, 122° 38′ 5,6″ W                                                           | Architekt: Elmer E. Feig                                          |
| 41    | John D. Kennedy Elementary School                              | weitere Bilder                                                 | 22. Nov. 1995 ID-Nr. 88003472 | 5736 NE 33rd Avenue 45° 33′ 52,1″ N, 122° 37′ 48,6″ W                                                             |                                                                   |
| 42    | Albertina Kerr Nursery                                         | weitere Bilder                                                 | 29. Aug. 1979 ID-Nr. 79002135 | 424 NE 22nd Avenue 45° 31′ 34,1″ N, 122° 38′ 35″ W                                                                |                                                                   |
| 43    | Henry C. Leutgert Building                                     | Henry C. Leutgert Building                                     | 27. Mai 1999 ID-Nr. 99000642  | 2323–2329 NE Rodney Avenue 45° 32′ 23,3″ N, 122° 39′ 51,6″ W                                                      |                                                                   |
| 44    | Lindquist Apartment House                                      | weitere Bilder                                                 | 19. Feb. 1993 ID-Nr. 93000022 | 711 NE Randall Street 45° 31′ 41,2″ N, 122° 38′ 18,5″ W                                                           |                                                                   |
| 45    | Robert F. Lytle House                                          | weitere Bilder                                                 | 19. Mai 1983 ID-Nr. 83002173  | 1914 NE 22nd Avenue 45° 32′ 12,2″ N, 122° 38′ 33,6″ W                                                             |                                                                   |
| 46    | Anna Lewis Mann Old People’s Home                              | Anna Lewis Mann Old People’s Home                              | 15. Okt. 1992 ID-Nr. 92001380 | 1021–1025 NE 33rd Avenue 45° 31′ 49,7″ N, 122° 37′ 53″ W                                                          |                                                                   |
| 47    | George W. and Hannah Martin – John B. and Minnie Hosford House | George W. and Hannah Martin – John B. and Minnie Hosford House | 27. Feb. 2003 ID-Nr. 03000073 | 2004 NE 9th Avenue 45° 32′ 13,3″ N, 122° 39′ 22,5″ W                                                              |                                                                   |
| 48    | McAvinney Fourplex                                             | McAvinney Fourplex                                             | 6. Feb. 2006 ID-Nr. 05001147  | 2004 NE 17th Avenue 45° 32′ 13,2″ N, 122° 38′ 53,3″ W                                                             |                                                                   |
| 49    | Fred O. Miller House                                           | Fred O. Miller House                                           | 18. Jan. 2006 ID-Nr. 05001540 | 2329 NE Thompson Street 45° 32′ 21,1″ N, 122° 38′ 29,5″ W                                                         |                                                                   |
| 50    | Henry B. Miller House                                          | Henry B. Miller House                                          | 30. Okt. 1989 ID-Nr. 89001865 | 2439 NE 21st Avenue 45° 32′ 25,2″ N, 122° 38′ 40,9″ W                                                             |                                                                   |
| 51    | Nicolai–Cake–Olson House                                       | Nicolai–Cake–Olson House                                       | 8. Aug. 2001 ID-Nr. 01000828  | 1903 NE Hancock Street 45° 32′ 11,9″ N, 122° 38′ 47,3″ W                                                          |                                                                   |
| 52    | Northwest Fence and Wire Works                                 | Northwest Fence and Wire Works                                 | 4. Aug. 2005 ID-Nr. 05000828  | 400–418 NE 11th Avenue 45° 31′ 33,5″ N, 122° 39′ 15,3″ W                                                          |                                                                   |
| 53    | Northwestern Electric Company – Alberta Substation             | Northwestern Electric Company – Alberta Substation             | 5. März 1998 ID-Nr. 98000207  | 2701–2717 NE Alberta Street 45° 33′ 33,1″ N, 122° 38′ 15,8″ W                                                     |                                                                   |
| 54    | Olsen and Weygandt Building                                    | weitere Bilder                                                 | 11. Feb. 1993 ID-Nr. 93000024 | 1421–1441 NE Broadway 45° 32′ 6,9″ N, 122° 39′ 2,8″ W                                                             |                                                                   |
| 55    | August Olson House                                             | August Olson House                                             | 3. Juni 1996 ID-Nr. 96000624  | 2509 NE 18th Avenue 45° 32′ 26,6″ N, 122° 38′ 51,5″ W                                                             |                                                                   |
| 56    | Oregon State Bank Building                                     | weitere Bilder                                                 | 12. Juli 2000 ID-Nr. 00000801 | 4200 NE Sandy Boulevard 45° 32′ 9,5″ N, 122° 37′ 11″ W                                                            |                                                                   |
| 57    | Page and Son Apartments                                        | Page and Son Apartments                                        | 8. März 1989 ID-Nr. 89000113  | 723–737 E Burnside Street 45° 31′ 23,3″ N, 122° 39′ 28,5″ W                                                       |                                                                   |
| 58    | Parkview Apartments                                            | weitere Bilder                                                 | 6. März 1992 ID-Nr. 92000085  | 1760 NE Irving Street 45° 31′ 38,2″ N, 122° 38′ 54,6″ W                                                           |                                                                   |
| 59    | Pearson Mortuary                                               | Pearson Mortuary                                               | 13. Dez. 2007 ID-Nr. 07001261 | 301 NE Knott Street 45° 32′ 31,5″ N, 122° 39′ 46,7″ W                                                             |                                                                   |
| 60    | Pipes Family House                                             | Pipes Family House                                             | 23. Dez. 2005 ID-Nr. 05001150 | 3045 NE 9th Avenue 45° 32′ 41,9″ N, 122° 39′ 24,6″ W                                                              |                                                                   |
| 61    | John E. G. Povey House                                         | John E. G. Povey House                                         | 28. Aug. 1998 ID-Nr. 98001121 | 1312 NE Tillamook Street 45° 32′ 14,1″ N, 122° 39′ 7,5″ W                                                         |                                                                   |
| 62    | Ira F. Powers Warehouse and Factory                            | Ira F. Powers Warehouse and Factory                            | 31. Aug. 2011 ID-Nr. 11000625 | 123 NE 3rd Avenue 45° 31′ 26,2″ N, 122° 39′ 46,8″ W                                                               | Erbaut 1925                                                       |
| 63    | Thomas Prince House                                            | Thomas Prince House                                            | 23. Okt. 1986 ID-Nr. 86002911 | 2903 NE Alameda Street 45° 33′ 1,8″ N, 122° 38′ 8,3″ W                                                            |                                                                   |
| 64    | Reed–Wells House                                               | Reed–Wells House                                               | 20. Aug. 2004 ID-Nr. 04000878 | 2168 NE Multnomah Street 45° 31′ 52,5″ N, 122° 38′ 36,3″ W                                                        |                                                                   |
| 65    | Rocky Butte Scenic Drive Historic District                     | Rocky Butte Scenic Drive Historic District                     | 17. Okt. 1991 ID-Nr. 91001550 | entlang NE Rocky Butte Road mit Teilen von NE Fremont Street und NE 92nd Avenue 45° 32′ 48,2″ N, 122° 33′ 57,4″ W |                                                                   |
| 66    | Roome–Stearns House                                            | Roome–Stearns House                                            | 9. März 1992 ID-Nr. 92000087  | 2146 NE 12th Avenue 45° 32′ 17,4″ N, 122° 39′ 11,4″ W                                                             |                                                                   |
| 67    | Rose City Golf Clubhouse                                       | Rose City Golf Clubhouse                                       | 31. Okt. 2012 ID-Nr. 12000900 | 2200 NE 71st Avenue 45° 32′ 17,1″ N, 122° 35′ 23,9″ W                                                             |                                                                   |
| 68    | Alfred C. and Nettie Ruby House                                | Alfred C. and Nettie Ruby House                                | 26. Jan. 2006 ID-Nr. 05001559 | 211 NE César E. Chávez Boulevard 45° 31′ 30,7″ N, 122° 37′ 24,3″ W                                                |                                                                   |
| 69    | Rutherford House                                               | Rutherford House                                               | 5. Aug. 2015 ID-Nr. 14001076  | 833 NE Shaver Street 45° 33′ 8,1″ N, 122° 39′ 24,7″ W                                                             |                                                                   |
| 70    | Salerno Apartments                                             | Salerno Apartments                                             | 28. Jan. 1994 ID-Nr. 93001563 | 2325 NE Flanders Street 45° 31′ 33,5″ N, 122° 38′ 30,6″ W                                                         |                                                                   |
| 71    | Senate Court Apartments                                        | Senate Court Apartments                                        | 21. Feb. 1997 ID-Nr. 97000129 | 203–223 NE 22nd Avenue 45° 31′ 28,5″ N, 122° 38′ 38,1″ W                                                          |                                                                   |
| 72    | Seufert House                                                  | Seufert House                                                  | 10. Okt. 2006 ID-Nr. 06000944 | 1511 NE Knott Street 45° 32′ 32,4″ N, 122° 39′ 0,2″ W                                                             | auch genannt: Mautz–Seufert House                                 |
| 73    | Fred A., May, and Ann Shogren House                            | Fred A., May, and Ann Shogren House                            | 3. Juli 1989 ID-Nr. 89000517  | 400 NE 62nd Avenue 45° 31′ 32,9″ N, 122° 35′ 56,6″ W                                                              |                                                                   |
| 74    | Spies–Robinson House                                           | Spies–Robinson House                                           | 13. Juni 1997 ID-Nr. 97000583 | 2424 NE 17th Avenue 45° 32′ 24,3″ N, 122° 38′ 53″ W                                                               |                                                                   |
| 75    | Tannler–Armstrong House                                        | Tannler–Armstrong House                                        | 6. Sep. 2002 ID-Nr. 02000948  | 4420 NE Alameda Street 45° 32′ 36″ N, 122° 37′ 5,2″ W                                                             |                                                                   |
| 76    | Thompson Court Apartments                                      | Thompson Court Apartments                                      | 21. Feb. 1997 ID-Nr. 97000121 | 2304–2314 NE 11th Avenue 45° 32′ 21″ N, 122° 39′ 15,4″ W                                                          |                                                                   |
| 77    | Fred Tunturi House                                             | Fred Tunturi House                                             | 3. Okt. 1996 ID-Nr. 96001072  | 5115 NE Garfield Avenue 45° 33′ 36,2″ N, 122° 39′ 46,6″ W                                                         |                                                                   |
| 78    | Frederick Turner Fourplex                                      | Frederick Turner Fourplex                                      | 5. März 1992 ID-Nr. 92000135  | 1430 NE 22nd Avenue 45° 32′ 0,1″ N, 122° 38′ 33,7″ W                                                              |                                                                   |
| 79    | Lewis and Elizabeth Van Vleet House                            | Lewis and Elizabeth Van Vleet House                            | 3. Sep. 2001 ID-Nr. 01000937  | 202 NE Graham Street 45° 32′ 33,4″ N, 122° 39′ 47,7″ W                                                            |                                                                   |
| 80    | Louis and Elizabeth Woerner House                              | Louis and Elizabeth Woerner House                              | 1. Juni 2005 ID-Nr. 05000516  | 2815 NE Alameda Street 45° 33′ 1,6″ N, 122° 38′ 15,8″ W                                                           | Erbaut 1922                                                       |
| 81    | Zimmerman–Rudeen House                                         | Zimmerman–Rudeen House                                         | 19. Juni 1991 ID-Nr. 91000811 | 3425 NE Beakey Street 45° 32′ 50,7″ N, 122° 37′ 42,5″ W                                                           | Prairie School house, erbaut 1913, Entwurf: George A. Eastman.    |